# Эль-Хаур (муниципалитет)
Эль-Хаур (араб. الخور‎) — один из 8 муниципалитетов в составе Катара. Административный центр — город Эль-Хаур. На территории в 1638 км² проживает 213,6 тыс. катарцев.

## Расположение
Муниципалитет Эль-Хаур расположен в северной части Катара, на побережье Персидского залива и в 50 км от столицы страны и граничит:
с северо-востока — со столичным муниципалитетом Эд-Доха;
с севера и запада — с муниципалитетом Эр-Райян.

## История

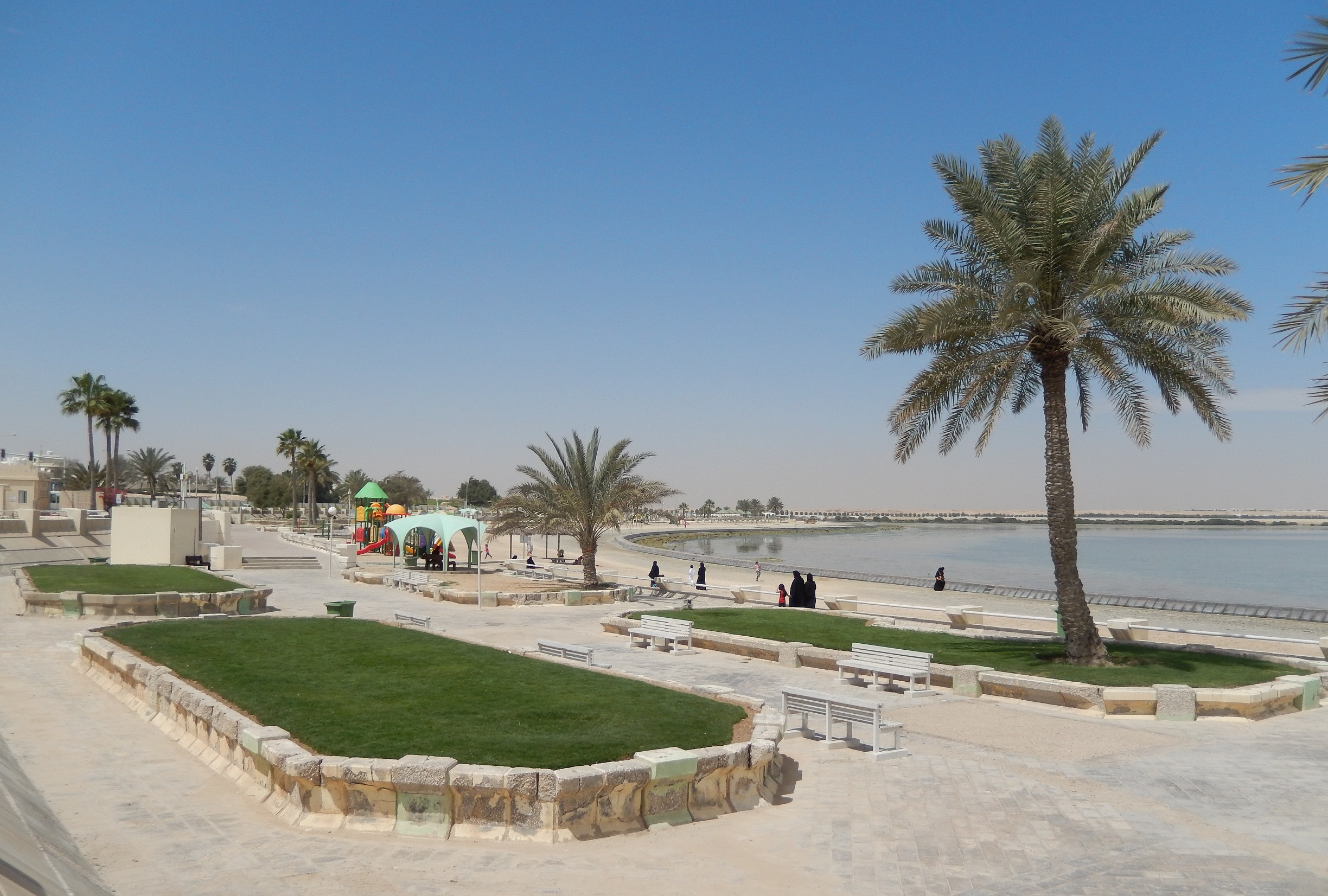
Набережная города Эль-Хаур

Эта северная местность Катара считалась издавна малозаселённой, только глубокие заливы на побережье и спокойное море способствовали мореходству, а за ним и торговле, которые и развились на этих землях. Жители селились вдоль побережья и занималась рыболовством и добычей жемчуга. Большинство жителей было сконцентрировано в тогдашнем центре — форте Эль-Хаур.
В середине XX века сановники Катара поставили цель упорядочить свои уделы административно, тогда они создали на базе исторических центров государства несколько административных единиц и закрепили это в законе № 11 от 1963 года. Позже, в 1972 году, Шейх Мохаммед бин Джабер Аль Тани подписал законопроект № 19, которым разграничил несколько муниципалитетов, среди которых, в частности, Эль-Хаур.

## Население
Со времен своего основания в этом муниципалитете проживало до трети всех катарцев, а с начала XXI века Эль-Хаур начал динамично развиваться, от 60 000 катарцев в 1980-х годах к 213 628 жителей в 2010 году. Большинство его жителей — катарцы, но и немало эмигрантов, работающих в столице страны и на нефтегазовых промыслах.
Муниципалитет Эль-Хаур разделен на несколько зон со следующими населёнными пунктами:
- Северная (с главными поселениями Аль-Тахира[англ.], Рас-Лаффан, Умм-Бирка[англ.])
- Западная (с главным поселением Эль-Гувария[англ.])
- Южная (с главными поселениями Симаисма[англ.], Эль-Джерьян, Эль-Хаур)

## Экономика

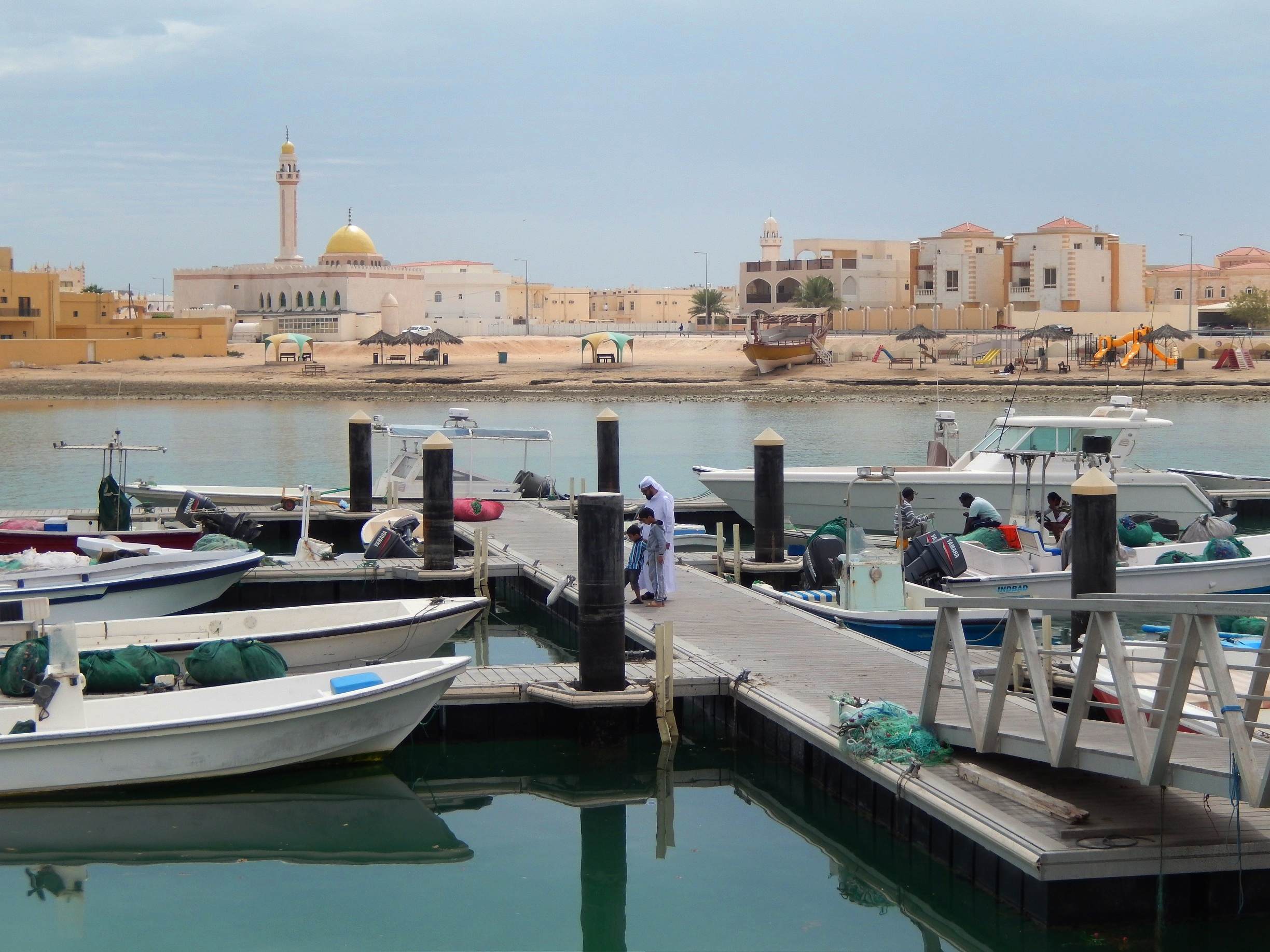
Вид на гавань в городе Эль-Хаур

Муниципалитет Эль-Хаур, находясь в выгодных природных и экономических условиях, на протяжении веков считался экономически развитым. Его часто посещали торговцы из многих стран со своим товаром, а местные жители им предлагали рыбу и жемчуг, которые и были основным товаром. Но благодаря открытию крупнейшего в мире месторождения природного газа, бассейна Нори, начался экономический рост Катара. На территории муниципалитета Эль-Хаур начал развиваться нефтегазовый промысел, в частности извлечение из недр газа — и регион начал развиваться ускоренными темпами. Встал вопрос строительства промышленных обрабатывающих и жилых объектов и инфраструктуры. Именно поступления от нефтегазодобывающего комплекса составляют основную часть в бюджете муниципалитета.
Новым стимулом для развития территории планируется реализация проекта проведения Чемпионата мира по футболу 2022 года. Чиновники планируют к тому времени наладить как спортивный, так и культурный отдых гостей и жителей муниципалитета. Стадион и известные исторические достопримечательности - станут визитной карточкой муниципалитета Эль-Хаур.